# Honolulu (Schiff)
Die USS Honolulu (Kennung: CL-48) war ein Leichter Kreuzer der United States Navy. Sie war ein Schiff der Brooklyn-Klasse und wurde im Pazifikkrieg gegen Japan eingesetzt. Das zweite Schiff der US Navy, das nach der Stadt Honolulu auf Hawaii benannt wurde, lief am 26. August 1937 bei der New York Naval Shipyard vom Stapel und wurde am 15. Juni 1938 unter dem Kommando von Kapitän Oscar Smith in Dienst gestellt.

## Geschichte
Nach der Testfahrt nach England war die Honolulu an Übungen in der Karibik beteiligt. Am 24. Mai 1939 fuhr sie von New York nach San Pedro, wo sie am 14. Juni eintraf, um sich der Pazifikflotte anzuschließen. Für den Rest des Jahres war sie an Übungen entlang der Westküste beteiligt. Während der ersten Hälfte des Jahres 1940 setzte sie ihre Operationen vor Long Beach fort und nach einer Überholung im Puget Sound Naval Shipyard fuhr sie am 5. November nach Pearl Harbor. Sie operierte dort das ganze Jahr 1941 und lag im Hafen, als die Japaner am 7. Dezember Pearl Harbor angriffen. Die Honolulu erlitt nur geringe Schäden am Rumpf durch einen Nahtreffer. Nach der Reparatur lief sie am 12. Januar 1942 als Eskorte für einen Konvoi nach San Francisco, wo sie am 21. Januar eintraf. Der Leichte Kreuzer wurde weiterhin dazu eingesetzt, um Konvois nach Australien, Samoa und zurück in die Vereinigten Staaten zu schützen.
Als die Japaner weiter in Richtung Norden nach Alaska vorstießen, wurde die Honolulu am 29. Mai dorthin verlegt, um die dort stationierten amerikanischen Streitkräfte zu verstärken. Zunächst war sie zwei Monate vor der Kodiak-Insel im Einsatz. Am 21. August deckte sie die erste Landung der Amerikaner auf der Insel Adak (einen Startpunkt für weitere Landungen auf den Aleuten).
Nach einem Aufenthalt in der Mare Island Naval Shipyard bei San Francisco begleitete sie einen Konvoi nach Nouméa. Danach lief sie von Espírito Santo nach Guadalcanal um einen japanischen Konvoi, der Verstärkung bringen sollte, abzufangen, was in der Schlacht bei Tassafaronga mündete.
Anfang des Jahres 1943 operierte die Honolulu in der Task Force 67, die den Tokyo Express, eine Versorgungslinie der Japaner für die Truppen auf Guadalcanal, bekämpfte. Sie war auch an der Beschießung von New Georgia, einer weiteren Insel der Salomonen, beteiligt. Nachdem sie die Landung der alliierten Truppen auf New Georgia unterstützt hatte, eröffnete sie das Feuer auf die japanischen Schiffe in der Schlacht im Kula-Golf, wobei sie einen Zerstörer ausschalten konnte und an der Versenkung eines weiteren beteiligt war.

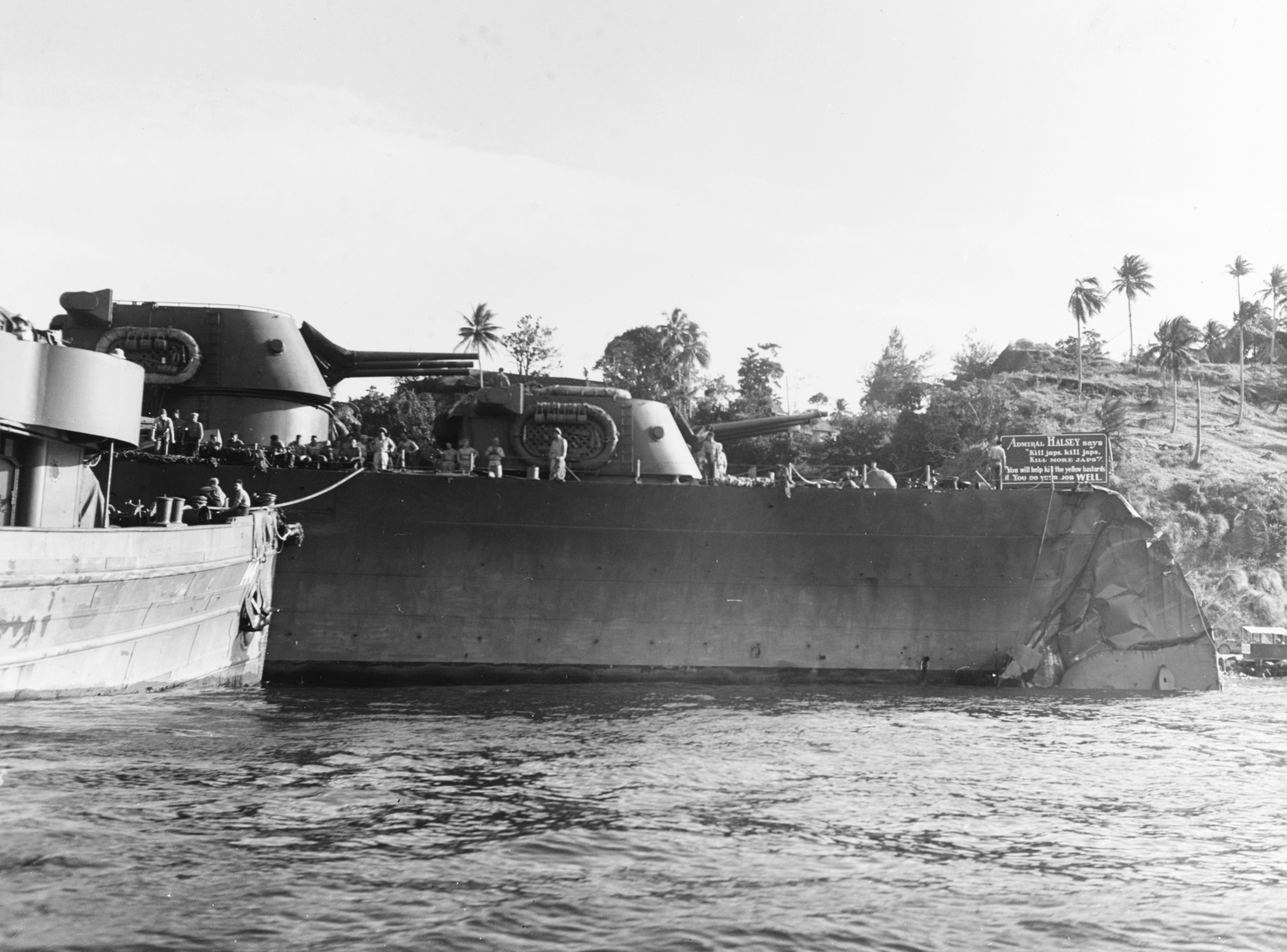
Vorschiff der Honolulu nach dem Torpedotreffer

Der mittlerweile kampferprobte Kreuzer hatte einen weiteren Einsatz in der Schlacht bei Kolombangara, wo er durch einen Torpedotreffer am Bug schwer beschädigt wurde. Kurz nach Mitternacht hatte sie Kontakt mit einer japanischen Streitmacht, bestehend aus Kreuzern und Zerstörern, die in die Meerenge zwischen den Inselketten der nördlichen und südlichen Salomonen (genannt The Slot) einlief. Um 1:10 Uhr eröffnete die Honolulu das Feuer auf einen Zerstörer, der schnell getroffen wurde und dann verschwand. Um 2:11 Uhr wurde die Honolulu durch einen Torpedo auf der Steuerbordseite getroffen. Die Task Force kehrte dann nach Tulagi zurück. Dort wurde der Kreuzer soweit instand gesetzt, dass er nach Pearl Harbor fahren konnte, wo er am 16. August eintraf, um umfangreiche Reparaturen durchzuführen.
Nachdem sie repariert war, wurde die Honolulu weiter im Krieg gegen Japan eingesetzt. Sie erreichte Espírito Santo am 11. Dezember und setzte ihre Operationen in den Salomonen fort. Am 27. des Monats war sie am Kampf gegen Barkassen, Truppen und Versorgungsfahrten der Japaner bei Bougainville beteiligt. Bevor die sie das Kampfgebiet verließ, um an den Operationen bei Saipan und Guam teilzunehmen, unterstützte sie am 13. Februar 1944 die Landung auf den Green Islands. Die Honolulu nahm Anfang Juni an der Beschießung des südöstlichen Teils von Saipan teil, als die amerikanische Pazifikflotte weiter vorstieß. Während des Angriffs auf Guam Mitte Juni wurde die Honolulu dazu eingesetzt, eine japanische Streitmacht abzufangen.

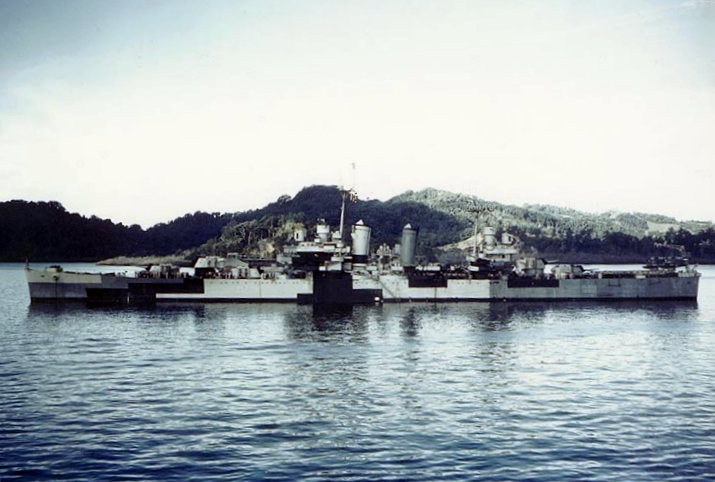
Die Honolulu mit Tarnanstrich im Frühjahr 1944

Dann lief sie nach Eniwetok, einem großen amerikanischen Stützpunkt, zurück, um Vorräte aufzunehmen, bevor sie bei der Invasion von Guam eingesetzt wurde. Sie blieb dort drei Wochen lang, wobei sie mit ihrem zielgenauen Feuer die Landung gut unterstützen konnte. Anschließend wurde sie zu Unterstützung der Landung auf Palau eingesetzt, wo sie bis September blieb.
Am 12. Oktober verließ sie Manus, um sich an der Eroberung der Philippinen zu beteiligen. Sie begann am 19. Oktober mit Küstenbeschießungen im Leyte Golf, und am nächsten Tag deckte sie die Landungen. Um 16:00 Uhr sichtete sie einen Torpedobomber. Trotz Ausweichversuchen wurde sie von einem Torpedo getroffen. Am nächsten Tag lief sie nach Manus, wo sie am 19. Oktober eintraf. Dort wurden vorläufige Reparaturen durchgeführt, bevor sie weiter zur Marinebasis Norfolk in Virginia verlegt wurde.
Dort wurde die endgültige Reparatur durchgeführt, die mit einer Modernisierung verbunden wurde. Diese war bis zum Kriegsende noch nicht abgeschlossen. So wurde die Honolulu nicht mehr in den Kampf geschickt.
Nach einer Testfahrt fuhr sie nach Newport, wo sie als Trainingsschiff eingesetzt wurde. Am 8. Januar 1946 traf sie in Philadelphia ein, wurde außer Dienst gesetzt und der Reserveflotte zugeteilt. Am 17. November 1949 wurde sie verkauft und danach verschrottet.
Die Honolulu erhielt für ihre Dienste im Zweiten Weltkrieg acht Battle Stars.